# Iuput I
Iuput I va ser un faraó de la dinastia XXIII de l'antic Egipte. Del Tercer període intermedi, és un faraó del qual se'n tenen poques dades. Se sap que va ser corregent amb el seu pare Petubastis I, el primer faraó de la dinastia, com a mínim durant dos anys, per unes inscripcions que es van descobrir al nilòmetre del temple de Karnak, a l'antiga Tebes. En aquella època la capital devia ser Leontòpolis, una ciutat del Baix Egipte, al delta del riu Nil, tot i que es considera Tanis la capital de la dinastia, d'on li ve el nom de (segona) dinastia tanita (la primera va ser la dinastia XXI). Es desconeix la data exacta del seu regnat, devia ser cap al 815 aC; Jürgen von Beckerath, un egiptòleg alemany, proposa entre el 816 i el 800 aC. Un altre egiptòleg, l'escocès Kenneth Kitchen, creu que va ser un important governador del nomos de Tebes.